# Яровый, Максим Владимирович
Максим Владимирович Яровый (укр. Максим Володимирович Яровий; род. 18 февраля 1995, Николаев) — украинский лыжник и биатлонист.

## Биография
Максим Яровый родился 3 октября 1989 года. Инвалидность получил в результате несчастного случая. Спортом занимается с 21 года. Мастер спорта Украины по зимним видам спорта инвалидов.
Максим Яровой дебютировал бронзовой медалью в длинном биатлоне в Вуокатти, Финляндия.
На соревнованиях в Вуокатти в январе 2014 года занял 1-е место по лыжным гонкам (короткая дистанция) и второе по лыжным гонкам (средняя дистанция). На зимней Паралимпиаде в Сочи завоевал серебряную медаль в биатлоне, а также серебряную и бронзовую медали в лыжных гонках.

## Награды
- Орден «За заслуги» II степени (2018)[4]
- Орден «За заслуги» III степени (23 августа 2014)[5]